# Norminha (basquetebolista)
Norma Pinto de Oliveira, mais conhecida como Norminha (Buenos Aires, 13 de maio de 1942) foi uma jogadora de basquetebol brasileira, mas nascida na Argentina.

## Biografia
Filha de pai brasileiro e mãe argentina, Norminha veio com 13 anos de idade para o Brasil, naturalizando-se mais tarde. Defendendo as cores da Seleção Brasileira de Basquetebol Feminino, foi medalhista de bronze no Mundial Feminino de Basquetebol de 1971, e tri-medalhista em Jogos Pan-americanos: Prata em São Paulo (Brasil - 1963), Ouro em Winnipeg (Canadá - 1967) e Ouro em Cali (Colômbia - 1971).